# Maria Augusta av Sachsen
Maria Augusta av Sachsen (Maria Augusta Nepomucena Antonia Francisca Xaveria Aloysia), född  21 juni 1782 i Dresden, död där 14 mars 1863, var polsk tronarvinge 1791-1795. 

## Biografi
Hon var enda dotter till Fredrik August I av Sachsen och Amalie av Zweibrücken-Birkenfeld.
I den nya polska konstitutionen av 3 maj 1791 förklarades hennes far som Polens tronarvinge och Maria Augusta i egenskap av hans enda barn som hans tronarvinge i sin tur. Hon kallades av polackerna för Polens infanta. 
På grund av sin ställning som potentiell tronarvinge var hon föremål för långdragna äktenskapsförhandlingar. En av de som föreslogs var den polska kungens brorson Stanisław Poniatowski (1754–1833). När Polen 1793-1795 genomgick flera styckningar och slutligen försvann från kartan lades frågan på is. Hennes far avsade sig sina anspråk på kronan, vilket upphävde även hennes. Hon var då endast tretton år. 
1807 återuppstod Polen som den franska lydstaten Hertigdömet Warszawa, och hennes far utropades till dess regerande hertig. Maria Augusta, nu tjugofem år och ogift, ansågs nu återigen vara Polens tronarvinge. Denna gång hade hennes ställning dock inte legitimerats, eftersom hertigdömet hade salisk tronföljd. Flera försök gjordes nu återigen att arrangera ett äktenskap, främst med en medlem av de preussiska eller ryska dynastierna. Alla äktenskap misslyckades dock eftersom ingen ville ta risken att stödja en union mellan kurfurstendömet Sachsen och Polen.
Polen återerövrades av Tsarryssland ännu en gång 1812. Maria Augusta förblev ogift. Hon tillbringade större delen av sitt liv vid det kungliga hovet i Dresden. Hennes far efterträddes 1827 i Sachsen av sin bror. Hon ägnade sig från 1830-talet allt mer åt välgörenhet.